# آتسوشی اویاگی
آتسوشی اویاگی (انگلیسی: Atsushi Oyagi؛ زادهٔ ۱۵ اوت ۱۹۶۱) مفسر، شخصیت‌های تلویزیونی در ژاپن اهل ژاپن است.